# Менахем Мендель Бейліс
Ме́ндель Бе́йліс (їд. מנחם מענדל בײליס, Менахем Мендл Бейліс; 1874 або 1862 — 7 липня 1934) — український єврей, васильківський міщанин Київської губернії. Працював робітником на цегельному заводі. Звинувачений у ритуальному вбивстві київського хлопчика Андрія Ющинського (1911). Два роки утримувався в ув'язненні. Повністю виправданий в ході гучного судового процесу, відомого як «справа Бейліса». Цей процес став об'єктом гострої міжнародної критики антисемітизму в Російській імперії. Після суду виїхав з родиною до Османської Палестини (1914), згодом — до Америки (1921). Помер в Саратога-Спрінгс, Нью-Йорк, США. Автор спогадів «Історія моїх страждань» (1925).

## Біографія

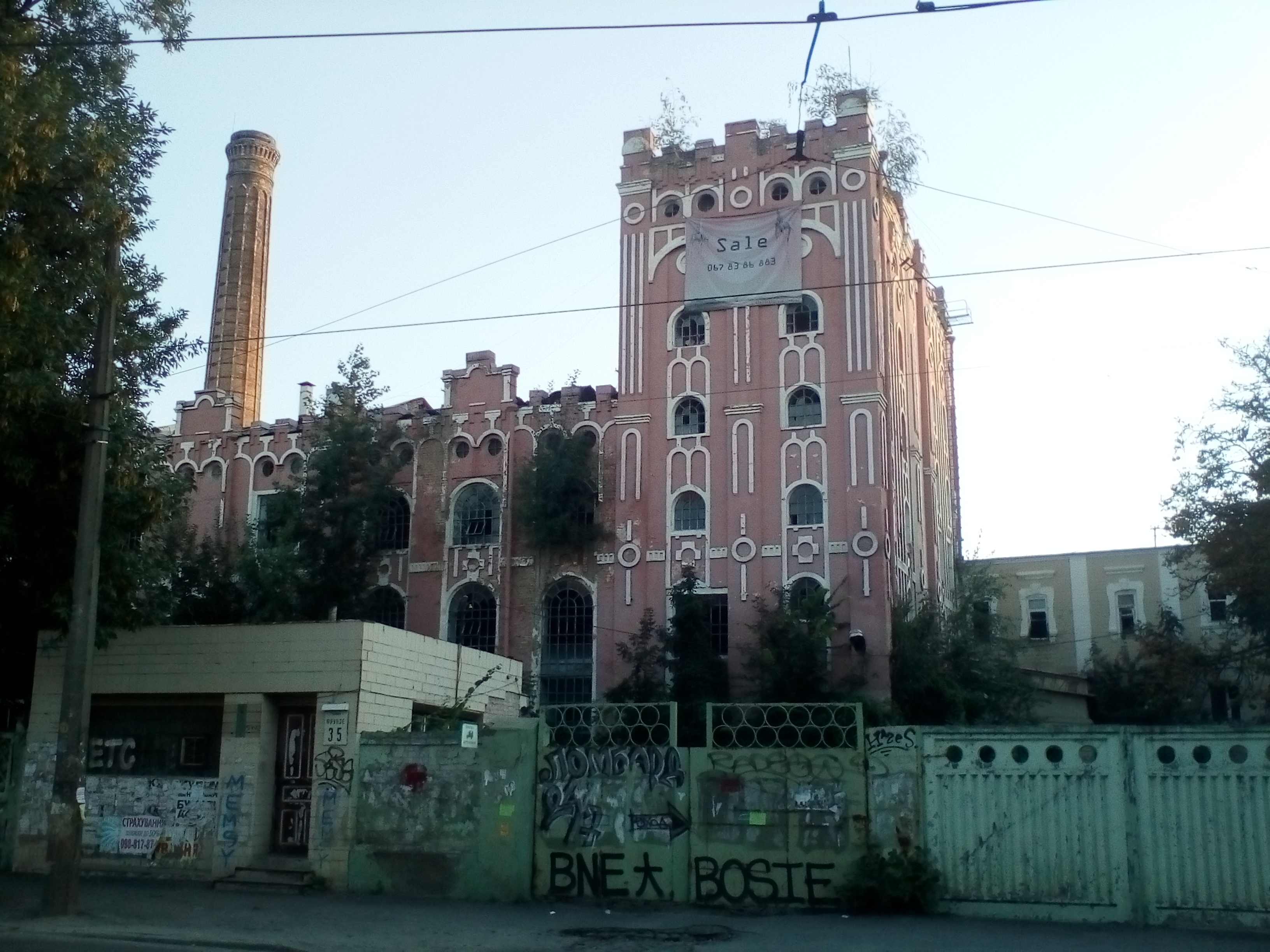
Колишній цегельний завод Зайцева у Києві, на якому працював Мендель Бейліс

Народився в Києві. Був сином побожного хасида, але сам до релігії ставився прохолодно. Він не дотримувався більшості обрядів і часто працював по суботах. Він виріс в селі і служив в армії.
Відбувши військову службу, 22-річним хлопцем Бейліс одружився і влаштувався на роботу до цегельного заводу на краю Києва, у шлюбі народилися четверо синів і одна дочка. Більшу частину дорослого життя він працював прикажчиком на заводі Зайцева, знайомого його батька. Він отримував 50 рублів на місяць, але оплачуючи навчання сина в російській гімназії та утримуючи численну родину, був дуже бідний і працював з ранку до пізнього вечора.
Він перебував у добрих стосунках з християнським населенням і, зокрема, з місцевим священиком. Його репутація була настільки хорошою, що під час погрому 1905 року до нього прийшли місцеві члени Союзу російського народу з запевненням, що йому нічого боятися.
Не сподіваючись поліпшити своє, більш ніж скромне, життя, Бейліс мав великі плани для свого сина: щоб мати можливість віддати його в гімназію, він продав корову, а дружина його варила для столовників. Бейліс працював 12 годин на добу, наглядав за навантаженням цегли, вів конторські книги, і взагалі, виконував будь-яку роботу.

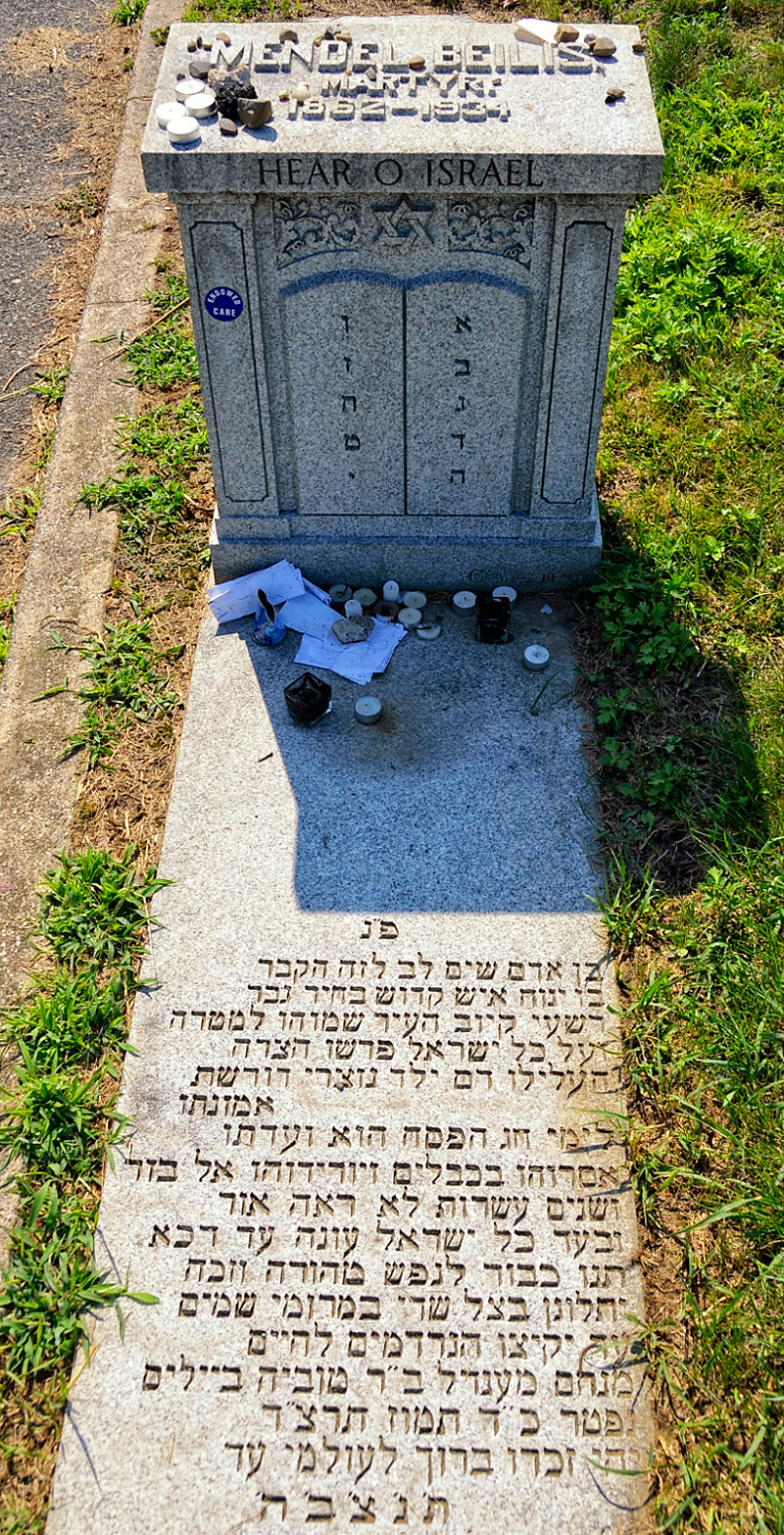
Надгробок Бейліса

В ніч з 21 на 22 липня 1911 року Бейліс був заарештований у себе вдома нарядом з 15 жандармських чинів за підозрою у вбивстві Андрія Ющинського. Разом з ним був затриманий і три дні утримувався в охоронному відділенні його 9-річний син Пінхас, який дружив раніше із Андрієм. В якості підозрюваного Бейліс просидів у в'язниці 2 роки.
Слідство і судовий процес над Бейлісом в Києві 23 вересня — 28 жовтня 1913 року супроводжувалися, з одного боку, активною антисемітською кампанією, а з іншого — громадськими протестами всеросійського і світового масштабу. Справа Бейліса стала найгучнішим судовим процесом у дореволюційній Росії.
28 жовтня 1913 року в 6 годин вечора Бейліс був виправданий. Тисячі людей зібралися біля будинку Бейліса, щоб привітати його.
Через деякий час після виправдувального вироку Мендель Бейліс з дружиною і дітьми виїхав з Російської імперії.
16 лютого 1914 року Бейліси приїхали до Хайфи. Життя Бейліса і його родини на новому місці спочатку складалася вдало. Але після початку Першої світової війни ситуація в Палестині була дуже непростою і Бейліс у 1920 році оселився в Нью-Йорку, США.
Бейліс раптово помер в одному з готелів курортного містечка Саратога Спрінгс, неподалік від Нью-Йорка 7 липня 1934 року. (Багато джерел стверджують, що він помер 4 липня, але якщо перевести дату (24 тамуза 5694) зазначену в епітафії на могильному камені, то отримаємо саме 7 липня). Два дні потому, Бейліса поховали на цвинтарі Маунт-Кармел в Квінзі, Нью-Йорк. На його надгробку помістили епітафію:
|  | «Зверніть увагу на цю могилу. Тут спочиває святий чоловік, обраний. Кияни зробили його жертвою звинувачення в тому, що він і його одновірці взяли кров християнської дитини для святкування Великодня. Цього чоловіка, як сина ізраїлевого, піддавали жорстоким тортурам. Вшануйте пам'ять цієї чистої невинної душі, що вознеслась до раю. Менахем Мендель Бейліс, син Тувії, помер 24 Тамуза 5694 року за єврейським календарем. Нехай буде вічно благословенна пам'ять про нього». |

## Твори
Написав книгу «Історія моїх страждань». Книга вийшла на їдиші; вперше перекладена російською 2005 року.